# DB Hub
DB Hub - następca Open DC Huba, lekki, szybki i bardzo rozbudowany serwer przeznaczony do obsługiwania sieci Direct Connect napisany w języku C. Nie wymaga dostępu do bazy danych, wszystkie dane przechowywane są w pamięci i zapisywane do plików przy zmianach, co czyni go bardzo łatwym w instalacji i użytkowaniu.